# Nagelsalbe
Nagelsalbe ist eine Öl-in-Wasser-Emulsion, mit der das Nagelbett massiert wird. Dadurch wird die Durchblutung angeregt.